# Старе Село (станція)
Старé Селó — проміжна залізнична станція Львівської дирекції Львівської залізниці на лінії Львів — Ходорів між станціями Давидів (7,5 км) та Глібовичі (9 км). Розташована в селі Старе Село Львівського району Львівської області.
На станції здійснюються технічні операції для вантажних поїздів всіх категорій.

## Історія
Станцію було відкрито 1 вересня 1866 року, з відкриттям залізниці Львів — Чернівці. Адже станція позначена на австрійській мапі 1889 року. Існуюча будівля вокзалу була зведена у 1906 році.

## Пасажирське сполучення
На станції обладнана невелика платформа для приміських поїздів, які прямують за напрямком Львів — Ходорів.